# Kristofer Hæstad
Kristofer Kruger Hæstad, né le 9 décembre 1983 à Kristiansand (Norvège), est un footballeur international norvégien qui évoluait au poste de milieu de terrain.

## Sélection
- Norvège : 28 sélections / 1 but
- Première sélection le 24 mai 2005 : Norvège - Costa Rica (1-0)
- Premier but le 2 juin 2007 : Norvège - Malte (4-0)

## Palmarès
IK Start
- Champion de Division 2 norvégienne (1) : 2004

 Vålerenga IF
- Vainqueur de la Coupe de Norvège (1) : 2008